# تلمبه جواد امیری
تلمبه جواد امیری، روستایی از توابع بخش پاریز شهرستان سیرجان در استان کرمان است.

## جمعیت
این روستا در دهستان پاریز قرار دارد و براساس سرشماری مرکز آمار ایران در سال ۱۳۹۵، جمعیت آن ۲۴۱ نفر (۷۲ خانوار) بوده‌است.